# П'єтро Джованні Гварнері
П'єтро Джованні Гварнері (італ. Pietro Giovanni Guarneri), відомий ще як П'єтро да Мантова (італ. Pietro da Mantova; 18 лютого 1655, Кремона — 26 березня 1720, Мантуя) — італійський скрипник, старший син Андреа Гварнері, можливо, також учень Ніколо Аматі.

## Біографія
Працював в майстерні батька від 1670 року до свого одруження в 1677 році. В 1679 році переїхав до Мантуї, (через що й відомий як П'єтро з Мантуї (італ. Pietro da Mantova)), де працював скрипковим майстром та скрипалем в придворному оркестрі герцога Мантуї Фердінандо Карло Гонзага (італ. Ferdinando Carlo Gonzaga).
З 1685 року починає виготовляти скрипки, підписані своїм ім'ям.

## Інструменти
При виготовлення музичних інструментів відійшов від форм батька. Його інструменти характеризуються багатством обертонів, характерним завитком, якістю лаку, різноманітністю кольорів, красою деревини та звуку.
Можливо те, що П'єтро Джованні Гварнері працював як скрипковим майстром, так і музикантом, пояснює відносно невелику кількість виготовлених скрипок. На даний час залишилось близько 50 скрипок і 1 віолончель.